# Eduard von Below
Eduard Georg Gustav von Below (Salchow, 29. prosinca 1856. – Eutin, 13. siječnja 1942.) je bio njemački general i vojni zapovjednik. Tijekom Prvog svjetskog rata zapovijedao je 9. pješačkom divizijom, V. korpusom, te Armijskim odjelom C na Zapadnom bojištu. 

## Vojna karijera
Eduard von Below rođen je 29. prosinca 1856. u Salchowu. U prusku vojsku stupio je 1873. godine nakon čega služi u raznim vojnim jedinicama. Čin pukovnika dostigao je 1906. godine, general bojnikom je postao 1910. godine, dok je 1912. godine promaknut u general poručnika kada postaje i zapovjednikom 9. pješačke divizije smještene u Glogauu na čijem čelu dočekuje i početak Prvog svjetskog rata.

## Prvi svjetski rat
Na početku Prvog svjetskog rata 9. pješačka divizija nalazila se u sastavu 5. armije kojom je zapovijedao prijestolonasljednik Vilim. Zapovijedajući navedenom divizijom Below sudjeluje u Graničnim bitkama.
U svibnju 1915. postaje najprije privremenim, a od veljače 1917. i trajnim zapovjednikom V. korpusa. U ožujku 1917. promaknut je u generala pješaštva, dok je kolovozu te iste godine odlikovan ordenom Pour le Mérite. Pred sam kraj rata, u studenom 1918., Below postaje zapovjednikom Armijskog odjela C zamijenivši na tom mjestu Georga Fuchsa.

## Poslije rata
Nakon završetka rata Below je vodio povlačenje jedinica odjela kojim je zapovijedao natrag u Njemačku nakon čega je 19. prosinca 1918. godine podnio ostavku.
Eduard von Below preminuo je 13. siječnja 1942. godine u 86. godini života u Eutinu. Bio je oženjen Luisom Rantzau s kojom je imao dvoje djece. 

## Vanjske poveznice
(eng.) Eduard von Below na stranici Prussianmachine.com

(njem.) Eduard von Below na stranici Deutschland14-18.de
| Prethodnik: | Zapovjednik Armijskog odjela C Eduard von Below | Nasljednik: |
| Georg Fuchs | Zapovjednik Armijskog odjela C Eduard von Below | nitko       |